# عيش حرية عدالة اجتماعية

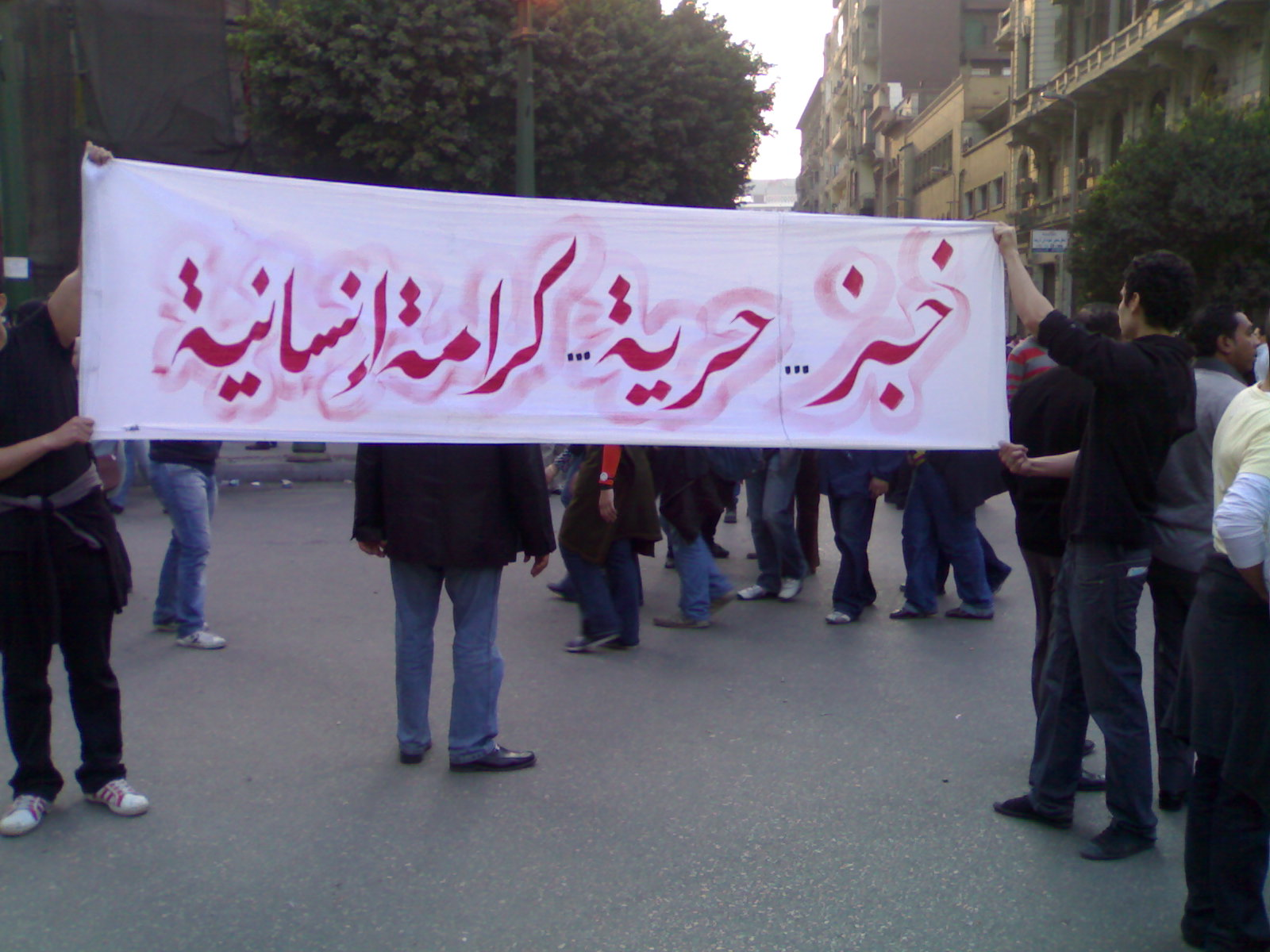
شعار ثورة 25 يناير يحمله متظاهرون في ميدان طلعت حرب بالقاهرة يوم 1 فبراير 2011

عيش حرية كرامة إنسانية (وفي صيغة أخرى: عيش حرية عدالة اجتماعية) هي شعار وهتاف ردده المتظاهرون الذين خرجوا إلى ميدان التحرير وانتشروا في ميادين وشوارع أخرى بجمهورية مصر العربية أثناء ثورة 25 يناير قاصدين من ذلك تحقيق مطالب مرتبطة بهذا الشعار.
وقد لاقى هذا الشعار رواجا إلى درجة استخدامه في الحملات الانتخابية لمرشحي المجالس النيابية والرئاسة والأحزاب السياسية في مصر.

## وصلات خارجية
- السيد يسين: حراس المجتمع يحمون أمن الإنسان
- الاقتصاد: الفريضة الغائبة في ثورة 25 يناير
- الأهرام الرقمي: عيش حرية عدالة اجتماعية